# Mamiko Noto
Mamiko Noto (能登 麻美子?, Noto Mamiko; Kanazawa, 6 febbraio 1980) è un'attrice, doppiatrice e cantante giapponese che lavora per la Office Osawa.
Diplomata presso la Hokuriku Gakuen Senior High School, Mamiko Noto viene affettuosamente chiamata "Mami-mami" (まみまみ) dai fan. Inoltre, si fa spesso riferimento a lei con i nomignoli "Noto-chan" (のとちゃん), "Mami-chan" (まみちゃん) e "Noto-mami" (のとまみ).

## Filmografia

### Anime
1999
- Super B-Daman (Hustler Nami)

2000
- Boogiepop Phantom (Moto Tonomura)
- Digimon: The Golden Digimentals (Kokomon)
- Gate Keepers (Shun Ukiya's young self)
- Ojamajo Doremi (Nanako Okada, Sachiko Ijūin)
- Ojamajo Doremi Sharp (Fujio, Nanako Okada)

2001
- Angelic Layer (Asuka Kitamura)
- Comic Party (Rena Tsuchiya)
- Fruits Basket (Ragazza senza nome nell'ep. 11)
- InuYasha (Rin)
- Mahoromatic (Madrte senza nome nell'ep. 1)
- PaRappa the Rapper (Rosa Paddle in ep. 7)
- X (Kotori Monou)

2002
- Aquarian Age - Sign for Evolution (Arayashiki North)
- Digimon Frontier (Floramon in Ep. 4)
- Full Metal Panic! (Shinji Kazama)
- Kiddy Grade (Vendredi)
- Naruto (Katsuyu)
- Princess Tutu (Freya in Ep. 16)
- Tenchi muyō! GXP (Yoshiko Yamada, clerk in Ep. 11, Jun in Ep. 19, receptionist in Ep. 23)

2003
- Ai Yori Aoshi Enishi (Chizuru Aizawa)
- Ashita no Nadja (Alex in Ep. 1-2, Phoebe in Ep. 42)
- Dear Boys (Satomi Anzaki)
- Full Metal Panic? Fumoffu (Shinji Kazama)
- Godannar (Momoko "Momochie" Momozono)
- Gunslinger Girl (Elsa de Sica)
- The Mythical Detective Loki Ragnarok (Verdandi)
- Pokémon: Advanced Generation (Akina)
- Rockman.EXE Axess (Shūko Kido)
- Narutaru (Akira Sakura)
- The World of Narue (Narue Nanase)
- Yami to Bōshi to Hon no Tabibito (Hazuki Azuma)

2004
- Azusa Will Help! (Azusa)
- Burn Up Scramble (Lilica Evett)
- Cho Henshin CosPrayers (Mitsuki Ikuta)
- Girls Bravo (Yukinari Sasaki)
- Elfen Lied (Yuka)
- Kannazuki no Miko (Reiko)
- Kino's Journey (Tei)
- Diamond Daydreams (Kyōko Asahina)
- LOVE♥LOVE? (Mitsuki Ikuta)
- Maria-sama ga Miteru (Shimako Tōdō)
- Melody of Oblivion (The Melody of Oblivion)
- Mezzo DSA (Aiko Hasegawa in Ep. 2)
- Monster (Nina Fortner/Anna Liebert; Miscellaneous Roles)
- Mai-HiME (Yukino Kikukawa)
- Onmyō Taisenki (Rina Asō, Shōshi, Mikazuchi's personal secretary)
- Paranoia Agent (Tsukiko Sagi)
- Keroro (Angol Mois)
- School Rumble (Yakumo Tsukamoto)
- Tactics (Yuri in Ep. 20)
- Yakitate!! Japan (Megumi Kimura in Ep. 34)

2005
- Oh, mia dea! (Sayoko Mishima)
- Canvas 2 ~Niji Iro no Sketch~ (Yurina Kimikage in Ep. 8)[2]
- Full Metal Panic! The Second Raid (Shinji Kazama)
- Ginban Kaleidoscope (Ria Garnet Juitiev)
- Girls Bravo (2nd season) (Yukinari Sasaki)
- Hell Girl (Ai Enma)
- Ichigo 100% (Aya Tōjō)
- The Law of Ueki (Rinko Jerrard)
- Loveless (Hitomi Shinonome)
- Lupin III - Le tattiche degli angeli (Poison Sophie)
- Mahou Sensei Negima (Nodoka Miyazaki)
- Rockman.EXE Beast (Shūko Kido)
- Mai-Otome (Yukino Chrysant)
- Shakugan no Shana (Hecate)
- Solty Rei (Accela)
- Starship Operators (Sanri Wakana)
- Strawberry Marshmallow (Ana Coppola)
- Trinity Blood (Esther Blanchett)
- Windy Tales (Karin in Ep. 11)

2006
- Aa! Megami-sama: Sorezore no tsubasa (Sayoko Mishima)
- Fate/stay night (Sir Bedivere in Ep. 24)
- Good Witch of the West Astraea Testament (Cisaria)
- High School Girls (Ayano Sato)
- History's Strongest Disciple Kenichi (Shigure Kōsaka)
- Jigoku Shōjo Futakomori (Ai Enma)
- Kagihime Monogatari Eikyū Alice Rondo (Alice User and Tōko Tōkōin in Ep. 9)
- Kamisama Kazoku (Ai Tachibana)
- Majime ni Fumajime: Kaiketsu Zorori (Wannu)
- Mamoru-kun ni Megami no Shukufuku o! (Shione Sudo)
- Negima!? (Nodoka Miyazaki)
- Rockman.EXE Beast+ (Kido Shūko)
- School Rumble (seconda stagione) (Yakumo Tsukamoto)
- Simoun (Rimone)
- Soreike! Anpanman (Hime Hotaru (second president))
- Tactical Roar (Hakubi, Koyomi in Ep. 10)
- Ukkari Penelope (narration)
- Witchblade (Masane Amaha)[3]
- xxxHolic (Unnamed girl in Ep. 7)
- Yomigaeru Sora - Rescue Wings (Megumi Hasegawa)
- Yume Tsukai (Satoka Sagawa)

2007
- Anderson Stories: Ningyohime (Ningyohime)
- Bakugan - Battle Brawlers (Alice Gehabich)
- Bokurano (Takami Komoda)
- Clannad (Kotomi Ichinose)
- Getsumento Heiki Mina (Minamo Haibara, Mina Akiyama)
- Idolmaster: Xenoglossia (Naze Munakata)
- Kimikiss pure rouge (Mitsuki Shijō)
- Moyashimon (Aoi Mutō)
- Mushi-Uta (Chiharu Kusuriya)
- Nodame Cantabile (Sakura Saku)
- Pokémon: Diamond and Pearl Movie: Dialga vs. Palkia vs. Darkrai (Alicia giovane)
- Princess Resurrection (Reiri Kamura)
- Shakugan no Shana Second (Hecate, Fumina Konoe)
- Shinkyoku Sōkai Polyphonica (Mailreit)
- Sketchbook full color's (Tsukiyo Ōba)
- Sola (Matsuri Shihō)
- Tōka Gettan (Hazuki Azuma in Ep. 14)
- Trauma Center: New Blood Cynthia Kazakov
- Wangan Midnight (Eriko Asakura)
- Zero no Tsukaima: Futatsuki no Kishi (Tiffania Westwood in Ep. 12)

2008
- Allison & Lillia (Fiona)
- Blade of the Immortal (Makie Otonotachibana)
- Clannad After Story (Kotomi Ichinose)
- Fantastic Detective Labyrinth (Yōko)
- Ghost Hound (Sakie Ōgura)
- Gunslinger Girl -il Teatrino- (Patricia)
- Jigoku Shōjo Mitsuganae (Ai Enma)
- Kaiba (Neiro)
- Kanokon (Kōta Oyamada)
- Kemeko Deluxe (Hayakawa Miura)
- Linebarrels of Iron (Emi Kizaki)
- Mnemosyne -Mnemosyne no Musumetachi- (Rin Asōgi)
- Nogizaka Haruka no himitsu (Haruka Nogizaka)
- Persona -trinity soul- (Ayane Komatsubara)
- Toaru Majutsu no Index (Aisa Himegami)
- To Love-Ru (Oshizu)
- Zero no Tsukaima: Princesses no Rondo (Tiffania Westwood)

2009
- Akikan! (Yell)
- Maria-sama ga Miteru 4th (Shimako Tōdō)
- Sengoku Basara (Oichi)
- Queen's Blade (Tomoe)
- Nogizaka Haruka no himitsu ~Purezza~ (Haruka Nogizaka)
- Kimi ni todoke (Sawako Kuronuma)
- Kämpfer (Norainu Chissoku)
- Taishō Baseball Girls (Yuki Souya)
- Valkyria Chronicles (Cordelia gi Randgriz)
- Canaan (Hakkou)
- Aoi Hana (Shinako Sugimoto)
- Seitokai no Ichizon: Hekiyou Gakuen Seitokai Gijiroku (Enma Ai & Lilicia Toudou in Ep. 3, 8, 11)
- InuYasha: The Final Act (Rin)

2010
- B Gata H Kei (Kazuki Kosuda)
- Mayoi Neko Overrun! (Shimako Murasame)
- Sengoku Basara 2 (Oichi)
- Nurarihyon no Mago (Hagoromo Kitsune)
- The Tatami Galaxy (Kaori)
- Toaru Majutsu no Index II (Aisa Himegami)

2011
- Aura Resonance (Sae Ozaki)
- Bleach (Haruko nell'Episodio 314)
- Dororon Enma-kun Meramera (Yukiko-hime)
- Freezing (Satellizer el Bridget, Kazuha Aoi)
- Hanasaku iroha (Tomoe Wajima)
- Ikoku Meiro no Croisée (Shione negli Episodi 4.5 e 11)
- Kaitō Tenshi Twin Angel (Aoi Kannazuki)
- Kämpfer für die Liebe (Norainu Chissoku)
- Kimi ni todoke 2nd Season (Sawako Kuronuma)
- Mawaru-Penguindrum (Yuri Tokikago)
- Nurarihyon no Mago: Sennen Makyou (Hagoromo Gitsune, Yamabuki Otome)
- Rinne no Lagrange (Yoko Nakaizumi)
- Ro-Kyu-Bu! (Nayu Hasegawa)
- Shakugan no Shana III Final (Hecate)

2012
- Aikatsu! (Ringo Hoshimiya)
- AKB0048 (Kojiharu)
- Black Rock Shooter (Saya Irino)
- Fairy Tail (Mavis Vermillion)
- Gokicha!! Cockroach Girl! (Gokicha)
- Gokujyo (Saya Abakane)
- La storia della Arcana Famiglia (Felicità)
- Muv-Luv Alternative: Total Eclipse (Inia Sestina)
- Oda Nobuna no Yabō (Yoshimoto Imagawa)
- Rinne no Lagrange Seconda Stagione (Yoko Nakaizumi)
- Sket Dance (Koma Morishita)
- Tari Tari (Shiho Okita)
- Zero no Tsukaima F (Tiffania Westwood)
- Saint Seiya Ω (Aria)
- Hunter × Hunter (2011) (Kalluto Zoldick, ep. 23)

2013
- Hataraku maō-sama! (Yuki Mizushima)
- Hunter × Hunter (2011) (Kalluto Zoldick, ep. 73, 96 e 97)
- Kami-sama no Inai Nichiyoubi (Scar)
- Rosario + Vampire R+V (Akua Shuzen)
- Uchouten Kazoku (Benten)

2014
- No Game No Life (Feel Nilvalen)

2015
- Plastic Memories (Marcia)

2016
- Hai to gensō no Grimgar (Barbara)
- ClassicaLoid (Liszt)
- Le bizzarre avventure di JoJo: Diamond is Unbreakable (Yukako Yamagishi)

2022
- Tekken: Bloodline (Jun Kazama)
- Mobile Suit Gundam: The Witch from Mercury (Prospera Mercury)
- Bleach: Thousand-Year Blood War (Kanae Katagiri)

2023
- Il mio matrimonio felice (Hana Kanao)
- Rurouni Kenshin (2023) (Tae Sekihara)
- Ragna Crimson (Chimera)

2024
- Suicide Squad Isekai (Aldora)

### OAV
- AIKa R-16: Virgin Mission (Karen Minamino)
- Bokusatsu tenshi Dokuro-chan (Chieri Ono)
- Dai Mahō Tōge (Elise von Barbaroque)
- Dogs: Bullets & Carnage (Nill)
- Gate Keepers 21 (Ghost girl)
- Kaitō Tenshi Twin Angels (Aoi Kannazuki)
- Kikoushi-Enma (Nanami Namita)
- Kita e 〜Diamond Dust Drops〜 OVA (Kyōko Asahina)
- Kyo no Gononi (Kazumi Aihara)
- Le Portrait de Petit Cossette (Yu Saiga)
- Maria-sama ga Miteru OVA (Shimako Tōdō)
- My-Otome Zwei (Yukino Chrysant)
- Negima!? OVA: Haru, Natsu (Nodoka Miyazaki)
- Ojamajo Doremi Na-i-sho (Sachiko Ijūin)
- School Rumble OVA - First Term Extra (Yakumo Tsukamoto)
- Ichigo Mashimaro OVA (Ana Coppola)
- Tales of Phantasia: The Animation (Unnamed girl)

### Film d'animazione
- Digimon: The Golden Digimentals (Kokomon)
- Eiga Pretty Cure All Stars New Stage - Mirai no tomodachi (Ayumi Sakagami/Cure Echo)
- Eiga Pretty Cure All Stars New Stage 3 - Eien no tomodachi (Ayumi Sakagami/Cure Echo)
- Eiga Pretty Cure All Stars - Minna de utau Kiseki no mahō! (Ayumi Sakagami/Cure Echo)
- Inuyasha - The Movie 3 (Rin)
- Inuyasha - The Movie 4 (Rin)
- Kara no kyōkai - tsūkaku zanryū (Fujino Asagami)
- Pokémon: The Rise of Darkrai (Alicia's young self)
- Rockman.EXE Hikari to Yami no Isan (Shūko Kido)
- Chō gekijōban Keroro gunsō (Angol Mois)
- Chō gekijōban Keroro gunsō 2: Shinkai no princess de arimasu! (Angol Mois)
- Tokyo Godfathers (Kiyoko)

### Videogiochi
2003
- Dear Boys: Fast Break (Satomi Anzaki)
- Galaxy Angel (Kuromie Quark)
- Kita e 〜Diamond Dust〜 (Kyōko Asahina)

2004
- Akai Ito (Yōko Nara)
- Katakamuna ~Ushinawareta Ingaritsu~ (Izanami)
- Kikō Haiten J-Phoenix 2 (Izumi Woodbridge)
- Ojamajo Doremi Adventure "Naisho no Maho" (Majo Rhythm/Rhythm Makihatayama)
- Sgt. Frog: Meromero Battle Royale (Angol Mois)

2005
- Baldr Force EXE (Ryan)
- Counter Strike Neo: White Memories (Maki)
- DEKARON (Inkaru Magician)
- Duel Savior Destiny (Imuniti)
- Strawberry 100%: Strawberry Diary (Aya Tōjō)
- Lucky ☆ Star Moe Drill (Hinata Miyakawa)
- Mahou Sensei Negima! 1-Jikanme ~Okochama Sensei wa Mahoutsukai!~ (Nodoka Miyazaki)
- Mahou Sensei Negima! 2-Jikanme ~Tatakau Otometachi! Mahora Daiundokai SP~ (Nodoka Miyazaki)
- Makai Kingdom: Chronicles of The Sacred Tome (Asagi)
- Ichigo Mashimaro (Ana Coppola)
- Sgt. Frog: Meromero Battle Royale Z (Angol Mois)
- Summon Night Craft Sword Monogatari: Hajimari no Ishi (Rufeel)
- Twelve ~Sengoku Hōshinten~ (Minori)
- ¥120 Stories (Hatsuki)

2006
- Asobi ni Iku yo! ~Chikyū Pinchi no Konyaku Sengen~ (Aoi Futaba)
- Clannad (Kotomi Ichinose)
- Jeanne d'Arc (Liane)
- Kimikiss (Mitsuki Shijō)
- Mahou Sensei Negima! Kagai Jugyō ~Otome no Dokidoki Beachside~ (Nodoka Miyazaki)
- Mobile Suit Gundam: Climax U.C. (Shirley Ramsey)
- Negima!? 3-Jikanme ~Koi to Mahō to Sekaiju Densetsu~ (Nodoka Miyazaki)
- Negima!?: Chō Mahora Taisen Kattoiin, Keiyaku Shikkō Dechai Masū (Nodoka Miyazaki)
- Phantasy Star Universe (Remlia Norphe)
- Sengoku Basara 2 (Oichi)
- Persona 3 (Fūka Yamagishi)
- Ueki no Hōsoku Shinki Sakuretsu! Nōryokumono Battle (Rinko Jerrard)

2007
- Granado Espada (Catherine)
- Growlanser VI: Precarious World (Anita)
- Muv-Luv Alternative Total Eclipse (Inia Jestina)
- Narcissu -side 2nd- (girl)
- Negima!? Chō Mahora Taisen Chū: Checkiin Zenin Shūgō! Yappari Onsen Kichaimashitaa (Nodoka Miyazaki)
- Negima!? Dream Tactic Yumemiru Otome Princess (Nodoka Miyazaki)
- Odin Sphere (Mercedes)
- Il professor Layton e il paese dei misteri (Flora Reinhold)
- Sengoku Basara 2 Heroes (Oichi)
- Shin Lucky ☆ Star Moe Drill: Tabidachi (Hinata Miyakawa)
- Le avventure di Lupin III: Lupin la morte, Zenigata l'amore (Ginrei)
- Persona 3 FES (Fūka Yamagishi)
- Simoun Ibara Sensō ～Fūin no Ri Mājon～ (Rimone)
- Tenchu Z (Female protagonist/Female partner)
- Trauma Center: New Blood (Cynthia Kazakov)
- Il professor Layton e lo scrigno di Pandora (Flora Reinhold)

2008
- Rune Factory 2: A Fantasy Harvest Moon (Dorothy)
- Mugen no Frontier: Super Robot Wars OG Saga (Suzuka-hime)
- Valkyria Chronicles (Cordelia gi Randgriz)
- Sengoku Basara X (Oichi)
- Project Zero: Mask of the Lunar Eclipse (Ruka Minazuki)
- Trauma Center: Under the Knife 2 (Sylvia Warenburg, Ayaka Isshiki)
- Sigma Harmonics (Christie)
- Il professor Layton e il futuro perduto (Flora Reinhold)
- Tales of Hearts (Paraiba Marine de Rais)

2009
- Sonic e il Cavaliere Nero (Merlina)
- Dengeki Gakuen RPG: Cross of Venus (Haruka Nogizaka, Hecate)
- Sengoku Basara: Battle Heroes (Oichi)
- Queen's Blade: Spiral Chaos (Tomoe)
- Majo ni Naru (Bitte)
- Daemon Bride (Michael/Fallen Angel Michael & Kureha Yamisaka)

2010
- Valkyria Chronicles II (Cordelia gi Randgriz)
- No More Heroes: Heroes' Paradise (Jeane)
- Keroro RPG: Kishi to Musha to Densetsu no Kaizoku (Angol Mois, Moano)
- Sengoku Basara: Samurai Heroes (Oichi)

2011
- Mahō Shōjo Lyrical Nanoha A's: The Gears of Destiny (Einhart Stratos)
- The Last Story (Mirania)
- Pandora's Tower (Elena)
- Sengoku Basara: Chronicle Heroes (Oichi)
- Queen's Gate: Spiral Chaos (Tomoe)
- Shin Megami Tensei: Devil Survivor Overclocked (Amane Kuzuruyu)
- Tekken Tag Tournament 2 (Jun Kazama/Unknown)

2012
- Do-Don-Pachi SaiDaiOuJou (Type-C Maria)
- Heroes Phantasia (Angol Mois)
- Toki to Towa (Weidy)
- Zero Escape: Virtue's Last Reward (Luna, Diana)
- Persona 4 Arena (Fūka Yamagishi)
- Aikatsu! (Ringo Hoshimiya)
- Time and Eternity (Weidy)

2013
- Summon Night 5 (Flootier)
- God Eater 2: Rage Burst (Ciel Alencon)
- Persona 4 Arena Ultimax (Fūka Yamagishi)
- Liberation Maiden SIN (Hijiri Fuwa)
- Drakengard 3 (Three)

2014
- Sengoku Basara 4 (Oichi)
- Granblue Fantasy (Lennah)
- Persona Q: Shadow of the Labyrinth (Fūka Yamagishi)
- Lord of Magna: Maiden Heaven (Narratrice)

2015
- Bloodborne, Iosefka (impostore)
- Rodea the Sky Soldier (Sonia)
- Fate/Grand Order, Saber/Attila, Lancer/Scathach, Fujino Asagami, Lancer/Brynnhildr
- Project X Zone 2, Ciel Alencon

2016
- Zero Escape: Zero Time Dilemma, Diana
- Sengoku Basara: The Legend of Sanada Yukimura, Oichi
- Fate/Extella: The Umbral Star, Saber/Attila

2017
- Fire Emblem Heroes, Henriette
- Azur Lane, IJN Shinano, RN Vittorio Veneto
- SINoALICE, The Little Mermaid, Three
- Occultic;Nine, Ririka Nishizono
- Shinobi Master Senran Kagura: New Link, Tomoe
- Xenoblade Chronicles 2, Adenine

2018
- Shin Megami Tensei: Liberation Dx2, Seiran Saikawa
- Persona 3: Dancing in Moonlight, Fūka Yamagishi
- Fate/Extella Link, Lancer/Scathach, Saber/Attila
- Persona Q2: New Cinema Labyrinth, Fūka Yamagishi
- Catherine: Full Body, Catherine (Elegant Yandere)

2019
- Arknights, Reed
- Teppen, Oichi
- Indivisible, Zahra

2020
- Fairy Tail (videogioco), Mavis Vermillion

2021
- Bravely Default II, Edna
- Tsukihime: A piece of blue glass moon, Dr. Arach

2022
- JoJo's Bizarre Adventure: All Star Battle R, Yukako Yamagishi
- Goddess of Victory: Nikke, Emma

2023
- Dragon Quest X: Rise of the Five Tribes Offline, Miko Himea

2024
- Tekken 8, Jun Kazama
- Persona 3 Reload, Fūka Yamagishi
- Unicorn Overlord, Alcina
- Rise of the Ronin, Fumi Sugi
- Metaphor: ReFantazio, Rella Melancoryphus Cygnus

### Doppiaggio
- Devil May Cry, Eva